# Revere (Minnesota)
Revere és una població dels Estats Units a l'estat de Minnesota. Segons el cens del 2000 tenia 100 habitants.

## Demografia
Segons el cens del 2000, Revere tenia 100 habitants, 41 habitatges, i 23 famílies. La densitat de població era de 67,7 habitants per km².
Dels 41 habitatges en un 29,3% hi vivien nens de menys de 18 anys, en un 39% hi vivien parelles casades, en un 9,8% dones solteres, i en un 43,9% no eren unitats familiars. En el 41,5% dels habitatges hi vivien persones soles el 22% de les quals corresponia a persones de 65 anys o més que vivien soles. El nombre mitjà de persones vivint en cada habitatge era de 2 i el nombre mitjà de persones que vivien en cada família era de 2,61.
Per edats la població es repartia de la següent manera: un 19% tenia menys de 18 anys, un 4% entre 18 i 24, un 34% entre 25 i 44, un 23% de 45 a 60 i un 20% 65 anys o més.
L'edat mediana era de 42 anys. Per cada 100 dones de 18 o més anys hi havia 102,5 homes.
La renda mediana per habitatge era de 14.643 $ i la renda mediana per família de 21.875 $. Els homes tenien una renda mediana de 31.250 $ mentre que les dones 16.875 $. La renda per capita de la població era de 14.519 $. Entorn del 33,3% de les famílies i el 34,7% de la població estaven per davall del llindar de pobresa.

## Poblacions properes
El següent diagrama mostra les poblacions més properes.